# Sudoxicam
Il sudoxicam è un composto chimico di formula {\displaystyle {\ce {C13H11N3O4S2}}}.

## Caratteristiche strutturali e fisiche
Si tratta di una carbossamide enolica achirale.
| N. di atomi pesanti                  | 22                   |
| N. di donatori di legami a idrogeno  | 2                    |
| N. di accettori di legami a idrogeno | 7                    |
| N. di legami ruotabili               | 2                    |
| Massa monoisotopica                  | 337,01909819 u       |
| Superficie polare                    | 136 Å²               |
| Volume molare                        | 201,4 ± 3,0 cm³      |
| Rifrattività molare                  | 81,3 ± 0,4 cm³       |
| Polarizzabilità                      | 32,2 ± 0,5 10⁻²⁴ cm³ |
| Tensione superficiale                | 91,7 ± 3,0 dyne/cm   |

## Reattività e caratteristiche chimiche

### Spettri analitici
- 13C NMR[7]

## Farmacologia e tossicologia

### Farmacodinamica
Il composto interagisce con il CYP2C19, il CYP2C8 e il CYP3A4. Si tratta di un inibitore dalla cicloossigenasi (COX) con conseguente inibizione dell'aggregazione piastrinica causata dal collagene. Inibisce inoltre la fase secondaria della risposta bifasica all'ADP e sopprime il rilascio di ADP dalle piastrine indotto dal collagene. Ha un'efficacia superiore all'indometacina.

### Effetti del composto e usi clinici
Sudoxicam è un farmaco antinfiammatorio non steroideo (FANS) brevettato dalla multinazionale farmaceutica americana Pfizer per il trattamento della trombosi.

### Tossicologia
Nei trial clinici, sudoxicam è stato associato a diversi casi di grave epatotossicità causata dal metabolismo dell'anello tiazolico, che ne hanno portato alla sospensione nella fase III.